# Fritz Erler (peintre)
Pour l’article homonyme, voir Fritz Erler.
Fritz Erler, né le 15 décembre 1868 à Ząbkowice Śląskie et décédé le 11 décembre 1940 à Munich, est un peintre, graphiste, illustrateur, l'un des fondateurs de l'hebdomadaire Jugend. Il fut aussi élève à l'Académie Julian de Paris de 1892 à 1894. Il est le frère d'Erich Erler.